# Liste der Naturdenkmale in Abstatt
| Naturdenkmale | Anzahl |
| ------------- | ------ |
| FND           | 1      |
| END           | 0      |
| Gesamt        | 1      |

Die Liste der Naturdenkmale in Abstatt nennt die verordneten Naturdenkmale (ND) der im baden-württembergischen Landkreis Heilbronn liegenden Gemeinde Abstatt. In Abstatt gibt es insgesamt ein als Naturdenkmal geschütztes Objekt, es handelt sich um ein flächenhaftes Naturdenkmal (FND), es gibt kein Einzelgebilde-Naturdenkmal (END).
Stand: 31. Oktober 2016.

## Flächenhafte Naturdenkmale (FND)
| Name                         | Bild | Kennung     | Einzelheiten                                                                                            | Position | Fläche Hektar | Datum         |
| ---------------------------- | ---- | ----------- | --- | -------- | ------------- | ------------- |
| Halbtrockenrasen „Heidäcker“ |      | 81250010001 | Abstatt Eine Hohle entlang des südlichen und westlichen Randes des FND; südlich des Ortsteils Vohenlohe | ⊙        | 1,6           | 18. Juli 1986 |
| Legende für Naturdenkmal     |      |             | |          |               |               |